# Castilleja latifolia
Castilleja latifolia är en snyltrotsväxtart som beskrevs av William Jackson Hooker och Arn.. Castilleja latifolia ingår i släktet målarborstar, och familjen snyltrotsväxter. Inga underarter finns listade i Catalogue of Life.